# Monasterio de Alejandro Nevski
La primera referencia que se conoce al monasterio de Alejandro Nevski, también conocido como Alexander Nevsky Lavra, indica que fue fundado en 1710 por Pedro el Grande en el extremo sur de la Avenida Nevski, principal avenida de San Petersburgo, para que albergara los restos de Alejandro Nevski, líder ruso y santo de la Iglesia ortodoxa.
En 1797, fue elevado a la categoría de Lavra, honor que anteriormente sólo disfrutaban el Pechérskaia Lavra en Kiev (o Monasterio de las Cuevas de Kiev) y el Troitse-Sérguiyeva Lavra (o Monasterio de la Trinidad de San Sergio de Moscú).

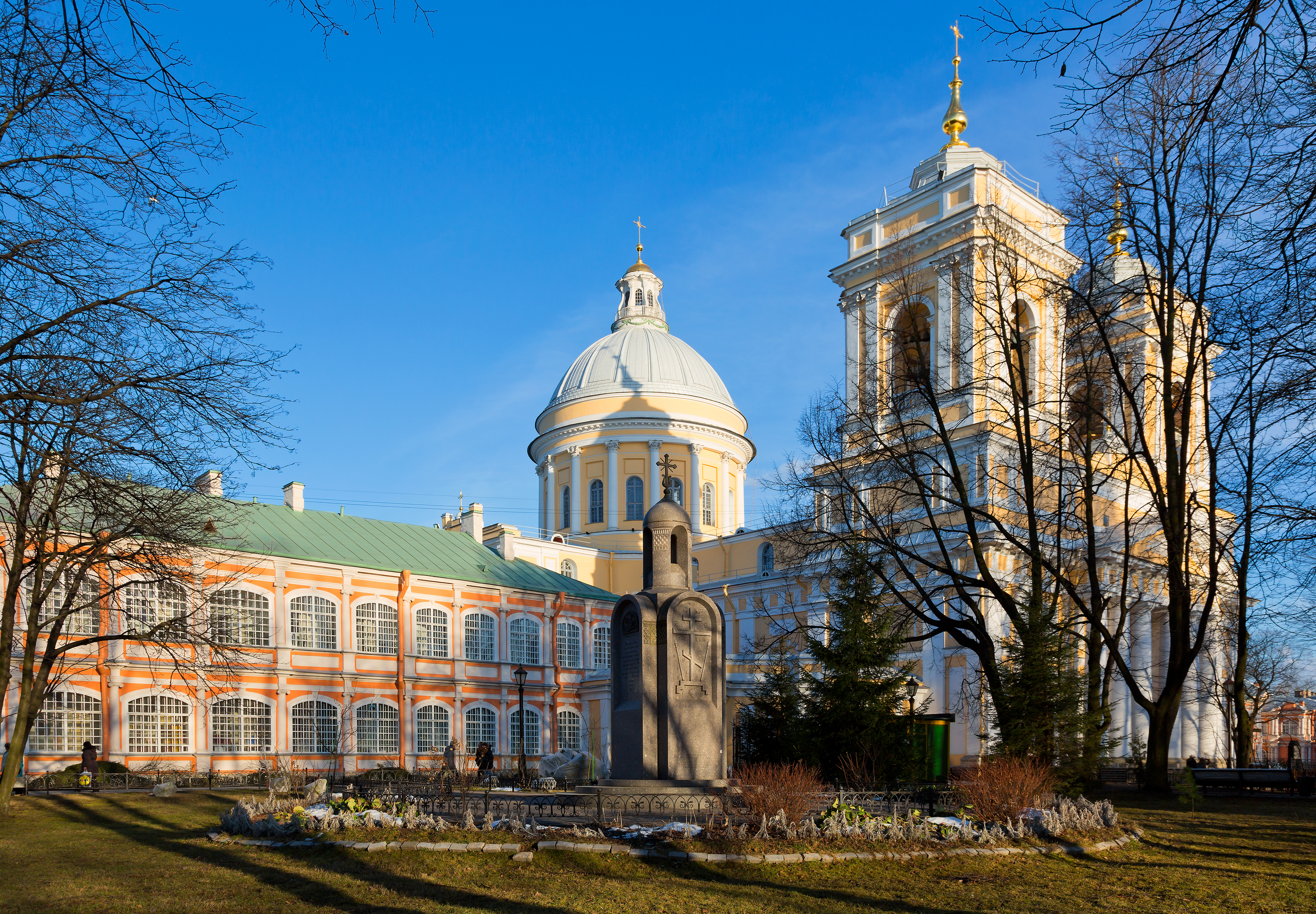
Catedral de la Trinidad del Monasterio de Alejandro Nevski.

En el interior del monasterio se encuentran dos iglesias barrocas diseñadas por Domenico y Pietro Antonio Trezzini y construidas entre 1717-22 y 1742-50, respectivamente, además de una Catedral de estilo neoclásico erigida entre los años 1778 y 1790 diseñada por Iván Stárov y consagrada a la Sagrada Trinidad. El edificio constituye un claro ejemplo de barroco Petrino en San Petersburgo.
Asimismo se hallan allí los cementerios Lázarevskoie y Tíjvinskoie, en los cuales descansan los restos de numerosos personajes destacados de la historia de Rusia, tales como Fiódor Dostoyevski, Piotr Ilich Chaikovski o Leonhard Euler. En el cementerio Lázarevskoie descansan los restos del ingeniero, arquitecto y militar español Agustín de Betancourt.
El complejo cuenta con otros dos cementerios: el cementerio Nikólskoie y el cementerio Kazachie (de cosaco). Entre muchos otros, en el primero está sepultado el meteorólogo y geógrafo Aleksandr Voyéikov y, en el segundo, el historiador y lingüista Nikolái Marr. 